# ドナルドの罪つぐない
『ドナルドの罪つぐない』（ドナルドのつみつぐない）または『ドナルドの罪の償い』（ドナルドのつみのつぐない、原題：Donald's Crime）は、ウォルト・ディズニー・プロダクション（現：ウォルト・ディズニー・カンパニー）が製作した1945年6月29日公開のアニメーション短編映画作品。ドナルドダック・シリーズの第57作である。

## あらすじ
恋人のデイジーとのデートに出かけようとするドナルドだったが、お金がないことに気付く。嘆きながら部屋の中をうろついているとお金がたくさん入った甥たち（ヒューイ・デューイ・ルーイ）の貯金箱が目に入る。すると突然、それを盗めばいいと誘惑する謎の男の声がする。良心と男の声の間で葛藤するドナルドだが、ついに負けて甥たちの貯金箱に手を付けてしまう。
ドナルドは部屋で遊んでいる甥たちを寝かしつけ、こっそりと貯金箱の解体に取り掛かる。貯金箱が割れて大量の硬貨が飛び散るとドナルドは大喜び。その時、寝室にいるはずの甥たちがドナルドを呼ぶ。悪事がばれたと思い冷や汗をかきながらドナルドが甥たちの部屋に行くと甥たちは「まだおやすみのキスをしてない」と無邪気に言う。甥たちにおやすみのキスをしたドナルドは、良心が激しく揺さぶられながらもデイジーとのデートに出かけてしまう。
デイジーとの楽しいひと時を過ごしたドナルドは、デイジーから「大物」と言われて有頂天。しかし、男の声に甥たちの貯金を盗んだことに弱みを付け込まれるドナルドは次第に罪悪感を覚え、ついに追われる身になっていく。

## スタッフ
- 製作：ウォルト・ディズニー
- 監督：ジャック・キング
- 脚本：ラルフ・ライト
- 音楽：エドワード・プラン
- 美術：アーニー・ノーデリ
- 背景：メルル・コックス
- 原画：ポール・アレン、ジョシュア・メドー、ハービー・ツームズ、ドン・トウスレイ

## キャスト
| キャラクター   | 原語版               | 旧吹き替え版 | 新吹き替え版 |
| -------------- | -------------------- | ------------ | ------------ |
| ドナルドダック | クラレンス・ナッシュ | 関時男       | 山寺宏一     |
| デイジーダック | ラス・クリフォード   | 後藤真寿美   | Mika Doi     |
| ヒューイ       | クラレンス・ナッシュ | 土井美加     | 坂本千夏     |
| デューイ       | クラレンス・ナッシュ | ?            | 坂本千夏     |
| ルーイ         | クラレンス・ナッシュ | ?            | 坂本千夏     |
| 男の声         | ?                    | 江原正士     | ?            |
| ナレーション   | -                    | 後藤真寿美   | -            |

## 日本での公開

### 収録
- 『ドナルドダック!! ドナルド・ダックの輝ける50年』（VHS、バンダイ・ホームビデオ、1984年発売）
- 『ドナルドダック!! ドナルド・ダックの輝ける50年』（LD、1986年発売）
- 『ドナルドダック!! ドナルド・ダックの輝ける50年』（VHS、ポニーキャニオン、1987年11月28日発売）
- 『オリビアちゃんの大冒険』（DVD、ブエナ・ビスタ・ホーム・エンターテイメント、2004年8月6日発売）

日本における『ドナルドダック・クロニクル』シリーズには未収録。北米版『The Chronological Donald Volume Two』にのみ収録。